# 刘泽荣

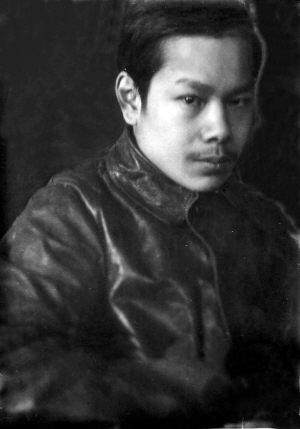
刘泽荣

刘泽荣（1892年—1970年7月18日），原名刘绍周，广东高要人，中国政治人物，俄国共产党华员局的领导人。

## 生平

### 早年
1897年随家人前往俄国高加索格鲁吉亚巴统定居。1909年至1914年在圣彼得堡大学数学物理系本科就读，毕业后在北高加索基斯洛沃茨克中学教数学。1916年又入圣彼得堡工业大学建筑工程系。1917年二月革命后，在涅瓦大街上看到了大批因失业而行乞的华工长途跋涉到中国驻俄国公使馆寻求救助遭拒绝后衣衫褴褛流浪街头。受触动发起于1917年4月18日组建“中华旅俄联合会”，被选为会长。出面与俄国临时政府协商，为华工争取政策。建立了“栖流所”接待流浪华工，建立了“招工所”介绍华工就业，遣送残废华工回国并发抚恤金等。至十月革命爆发，共安置了1000多名华工就业，免费遣送回国华工一千余人。

### 十月革命
十月革命后，立即同苏维埃政府取得联系，华工登记固定户口，代为苏维埃政府劳动部起草文件，经审查批准为苏俄政府文件，规定：雇主或包工与工人之间所订的合同，凡与苏维埃政府颁布的法令及一工会规则有所抵触者，一概作废；原有的包工制度，完全取消；将愿意回国的工人遣送回国，对愿意留在俄国工作的工人通过主管机关安排工作；留在俄罗斯工作的工人应在工资、工作时间、医疗、保险各方面享受与本地工人相同的平等待遇。
这些规定在苏俄政府控制区得到了贯彻执行，创办《旅俄华工大同报》。十月革命后至西伯利亚大铁路被捷克军团封阻前的半年时间里，共有3万多华工被送回国内。1918年5月25日，捷克斯洛伐克军团叛乱，交通断绝，铁路运送华工回国已不可能，一战交战时从海路或中亚送华工回国也不可能。数十万华工滞留俄国，成为苏俄国内战争的重要力量。1918年底“华人旅俄联合会”召开第二次大会，决定改组为“旅俄华工联合会”，由自发成立的侨务组织变成中国旅俄工人的革命组织，推举刘绍周为旅俄华工联合会主席。各地的旅俄华工编成中国团、中国营，参加苏俄红军投入战斗。北洋政府拒绝承认苏俄政府。苏俄政府安排旅俄华工联合会迁入中国公使馆办公，承担维护旅俄华侨权益。1919年纳刘绍周兼任了彼得格勒市苏维埃委员。
1919年3月，和张永奎一起参加共产国际第一次代表大会。列宁于1919年11月19日第二次接见刘绍周，并在苏俄外交人民委员会给刘绍周颁发的身份证件上“自述”部位的文字：“持证者系维护在俄国的华工利益的唯一全权代表，务请各机关、单位给予各种协助”之后，亲笔追加了批示：“要求所有苏维埃政府机关及主管人员对该同志予以一切照顾关怀”并亲笔签名。 
瞿秋白1920年在苏联时同刘绍周接触，断定“他是在俄留学生中最出色的一个人才”。
1920年6月18日至24日，旅俄华工第三次代表大会在莫斯科联盟宫圆柱大厅举行。与会代表大约二百人，代表欧俄各地有组织的华工十万人。代表大会选举孙中山和列宁为名誉主席，苏俄最高中央执行委员会主席加里宁出席并讲话。代表大会成立了共产党团体。1920年6月25日正式成立了“俄国共产党（布尔什维克）中央委员会华人党员中央组织局”。1920年7月共产国际第二次代表大会召开，刘绍周作为华人共产党员中央组织委员会的代表、以“中国社会主义工人党中央局”的名义出席，并参加了殖民地问题委员会，在7月28日的大会上发了言。刘绍周于1920年7月22日给列宁写信表达希望苏俄政府能够接待北洋政府代表团，列宁看过后当即表示：“让他们快来吧!”并且指示外交部：“可以让中国代表团现在就来！”9月5日至11月中旬，张斯麟率领的北洋政府代表团到莫斯科等地访问，受到列宁的接见。10月2日，苏俄外交部请张斯麟转交给中国外交部一封信，表示苏俄政府早日同中国政府建立友好关系的愿望。这封信即是后来的苏俄政府《第二次对华宣言》。1920年11月1日，根据刘绍周本人的请求，张斯麟同意刘绍周携家眷随同代表团一起回国。出发前第三次被列宁接见。11月18日从莫斯科启程12月中旬到达满洲里。

### 回到中国
回国后改名为刘泽荣，至1931年在哈尔滨居住了10年。先后担任铁路交涉局和东省特别区翻译、中东铁路公司监事会监事长。1921年被推选为哈尔滨市公议会议议员。1923年4月1日，哈尔滨市自治临时委员会与市监察委员会成立，任首届市监察委员会委员长。1929至1931年，作为莫德惠为首的中国代表团成员3次参与赴苏联交涉中东铁路问题。。
1931年九一八事变后，担任东北大学、北平大学法商学院俄语教授、1937年，西南联合大学任俄语教授。汉俄对照的著作《俄文文法》，是三四十年代习俄语者的案头常备书。1940年6月，随驻苏大使邵力子赴苏担任使馆参赞。1945年，担任国民政府外交部驻新疆特派员。1949年9月支持陶峙岳起义，参加新疆和平解放。

### 中华人民共和国
中华人民共和国成立后，1949年12月25日起担任外交部条约委员会的法律顾问。1950年6月28日，出版总署署长胡愈之正式聘请刘泽荣“兼任我署翻译局编审，主持编辑俄华字典及翻译工作人员之请益质疑”。1950年7月1日起，刘泽荣每日在出版总署翻译局工作半天，另半天在外交部条约委员会工作。1956年，经陈毅、阎宝航介绍，加入中国共产党。1956年起兼任人民文学出版社外国文学编辑室顾问，每周去出版社一次，回答翻译中的疑问，掌握着英、法、德、波兰、希腊、拉丁等多种外语。特别是俄语造诣，方言、俚谚和行话也无不通晓。1956年12月出版了中型《俄汉新辞典》上册，1958年12月出版下册；1959年11月出版合订本，收词约69，000条，共446万字。任过商务印书馆副总编辑，1959年出版《俄汉新辞典》，进一步增订后1960年8月出版《俄汉大辞典》，收词约10.5万条共631万字。繁重的主编辞典工作，导致右眼失明。六十年代出版了《领海法概论》，并在《人民日报》上发表这方面的文章。曾任第二、三、四届全国政协委员。1970年7月18日，病逝于北京。

## 家庭
- 父：刘峻周
- 妻子刘媛娜（俄籍波兰人）
- 女儿刘华兰
- 次子刘维周：西北师范大学俄语教授
- 儿子刘光杰
- 儿子刘光彦